# 速度
速度（そくど、英: velocity）は、単位時間当たりの物体の位置の変化量である（位置の時間微分）。

## 速度の単位
国際単位系(SI)における、一貫性 (単位系)のある単位は、メートル毎秒(m/s)である。国際単位系国際文書においては、組立量は、「速さ、速度」（英語版では、speed, velocity）としている。
ただし、日本の計量法では、「速さ」のみを物象の状態の量（物理量と考えてよい。）としており、「速度」は採用していない。

## 速度と速さ
日常語としての「速度」と「速さ」はほとんど区別なく使われている。この場合の速さは、動いている物体が一定時間あたりに進む距離のことを指す。これは移動距離を経過時間で割ったもの
[平均の速さ] = [移動距離] ÷ [経過時間]
として求めることができ、時速、分速などの単位が用いられる。
これに対して、物理学においては、速さ（英語: speed）と速度（velocity）を区別することがある。速度とは、一義的には力学における質点の運動を表し、運動している質点の単位時間あたりの変位、およびその方向を表すベクトル量である。よって、ベクトルであることを強調する際には、速度を速度ベクトルと呼ぶ。一方、速さとは、速度の大きさ（厳密には絶対値）を表すスカラー量である。この意味で日常語として使われる速さと同義である。
例として東向きを正に取ると、自動車が一定速度で東の方向に走り、1 時間で 60 km 移動した場合、車の速度は「東向きに（+）時速 60 km」となり、車の速さは「時速 60 km」となる。また例えば、マラソン選手が西向きに 40 km を 2 時間で走った場合、そのマラソン選手の速さは 20 km/h、または時速 20 km と表されるが、速度は「西向きに（-）20 km/h」となる。

## 類似の概念
着目する現象が時間的に変化している場合に、その現象の単位時間あたりの変化量（時間微分）に対して「速度」という言葉が用いられることがある。
- 面積速度
- 角速度
- 気化速度
- 反応速度
- 膨張速度

など種々の速度の概念が定義される。各種物理量の速度には特別な名称が付けられていることがあり、馬力、仕事率、躍度などがある。
物体の運動やその安定性を記述する際、最初の状態における速度がしばしば問題になる（初期値問題）。この初めの速度のことを初速度（initial velocity）という。
速度に対して抵抗を受けて変化するとき、平衡となって一定となった速度を終端速度（terminal velocity）という。

## 角速度
質点は大きさを持たないが、一般の物体は大きさを持つため、回転運動が定義される。単位時間当たりの回転量を角速度という。2次元空間（平面）では、回転面は 1 つだけなので、スカラー量である。3次元空間においては回転の中心が進む方向に対して右ねじの向きを正とするベクトル量として定義される。

## 平均速度と瞬間速度

### 平均速度
単位時間当たりの変化量、すなわち[対象の変化量] ÷ [経過時間]によって求められる速度は平均速度（あるいは平均速度ベクトル）と呼ばれる。
例えば物体の運動について、ある時刻t1における物体の位置ベクトルをx1、時刻t2のときの物体の位置ベクトルをx2とすると、この時間区分における物体の平均速度{\displaystyle {\bar {\boldsymbol {v}}}}は、
{\displaystyle {\bar {\boldsymbol {v}}}={{{\boldsymbol {x}}_{2}-{\boldsymbol {x}}_{1}} \over {t_{2}-t_{1}}}}
で表される。
また、この平均速度の大きさを平均の速さと呼ぶ。

### 瞬間速度
平均速度を観測する際に、時間区分t2 -t1を十分小さくし 0 に近づけていくとき、各時点における速度とみなせるものが観測でき、これを時刻tにおける瞬間速度と呼ぶ。
時刻t、物体の座標xの変化量をそれぞれΔt , Δxとすると、瞬間速度vは、
{\displaystyle {\boldsymbol {v}}=\lim _{\Delta t\to 0}{\Delta {\boldsymbol {x}} \over \Delta t}\equiv {d{\boldsymbol {x}} \over dt}}
と表される。
また、この瞬間速度の大きさを瞬間の速さと呼ぶ。
中辺は平均速度に対し時間区分の長さを 0 とする極限をとったものである。つまり物体の瞬間速度とは、その物体の位置座標を時間tの関数x (t )とみなしたとき、それを時間tについて微分したものである。
通常は、瞬間速度のことを指して単に速度と呼ぶことが多い。また例えば、瞬間速度の微分（すなわち速度変化の瞬間速度）として加速度を考えることができる。

## 算数における速さ
日本の小学校における算数教育の授業では前述の「平均速度」の式（速度＝距離÷時間）を習う。式変形は習っていないので距離と時間を求める式は別の公式として習得する。
この三つの公式を覚えるための方法として、「は・じ・き（速さ、時間、距離）」「み・は・じ（道のり、速さ、時間）」として、教科書では頻繁に使われ、「はじきの法則」と呼ばれる。